# Карпинето
Карпинето (фр. Carpineto) насеље је и општина у Француској у региону Корзика, у департману Горња Корзика која припада префектури Кор.
По подацима из 2011. године у општини је живело 28 становника, а густина насељености је износила 11,48 становника/km². Општина се простире на површини од 2,44 km². Налази се на средњој надморској висини од 700 метара (максималној 922 m, а минималној 477 m).

## Демографија
| 1962. | 1968. | 1975. | 1982. | 1990. | 1999. | 2011. |
| ----- | ----- | ----- | ----- | ----- | ----- | ----- |
| 51    | 71    | 36    | 29    | 15    | 11    | 28    |

График промене броја становника у току последњих година